# Іраклій Мцитурі
Іраклій Мцитурі (груз. Sportsmen; нар. 13 серпня 1995) — грузинський борець вільного стилю, бронзовий призер чемпіонату світу, бронзовий призер чемпіонату Європи.

## Життєпис
Боротьбою почав займатися з 2005 року. У 2016 році став срібним призером чемпіонату Європи серед молоді. У 2017 році здобув бронзову медаль чемпіонату світу серед молоді. 2018 вдруге став срібним призером чемпіонату Європи серед молоді.
Виступав за борцівський клуб «Мартве» Тбілісі. Тренер — Шака Бедінейшвілі (з 2013).

## Спортивні результати на міжнародних змаганнях

### Виступи на Чемпіонатах світу
| Змагання                        | Збірна | Вагова категорія          | Місце  |
| ------------------------------- | ------ | ------------------------- | ------ |
| Чемпіонат світу з боротьби 2019 | Грузія | вільна боротьба, до 92 кг | Бронза |

### Виступи на Чемпіонатах Європи
| Змагання                         | Збірна | Вагова категорія          | Місце  |
| -------------------------------- | ------ | ------------------------- | ------ |
| Чемпіонат Європи з боротьби 2018 | Грузія | вільна боротьба, до 92 кг | 5      |
| Чемпіонат Європи з боротьби 2019 | Грузія | вільна боротьба, до 92 кг | Бронза |
| Чемпіонат Європи з боротьби 2020 | Грузія | вільна боротьба, до 92 кг | 5      |

### Виступи на інших змаганнях
| Змагання                                     | Збірна | Вагова категорія          | Місце  |
| -------------------------------------------- | ------ | ------------------------- | ------ |
| Гран-прі Парижа з боротьби 2016              | Грузія | вільна боротьба, до 86 кг | 7      |
| Турнір Олександра Медведя 2016               | Грузія | вільна боротьба, до 86 кг | 16     |
| Кубок мера Пуна з боротьби 2016              | Грузія | вільна боротьба, до 97 кг | 9      |
| Турнір Дана Колова — Николи Петрова 2017     | Грузія | вільна боротьба, до 86 кг | Бронза |
| Київський Міжнародний турнір з боротьби 2018 | Грузія | вільна боротьба, до 92 кг | Бронза |
| Турнір Дана Колова — Николи Петрова 2018     | Грузія | вільна боротьба, до 92 кг | Срібло |
| Турнір Г. Картозія і В. Балавадзе 2018       | Грузія | вільна боротьба, до 92 кг | Бронза |
| Відкритий чемпіонат Польщі з боротьби 2018   | Грузія | вільна боротьба, до 92 кг | 8      |
| Турнір Аланії з боротьби 2018                | Грузія | вільна боротьба, до 92 кг | 5      |
| Pro Wrestling League 2019                    | Грузія | команда                   | 5      |
| Турнір Дана Колова — Николи Петрова 2019     | Грузія | вільна боротьба, до 92 кг | Срібло |
| Турнір Г. Картозія і В. Балавадзе 2019       | Грузія | вільна боротьба, до 92 кг | Срібло |

### Виступи на змаганнях молодших вікових груп
| Змагання                                       | Збірна | Вагова категорія          | Місце  |
| ---------------------------------------------- | ------ | ------------------------- | ------ |
| Чемпіонат Європи з боротьби серед кадетів 2012 | Грузія | вільна боротьба, до 85 кг | 5      |
| Чемпіонат світу з боротьби серед юніорів 2015  | Грузія | вільна боротьба, до 84 кг | 16     |
| Чемпіонат Європи з боротьби серед молоді 2016  | Грузія | вільна боротьба, до 86 кг | Срібло |
| Чемпіонат Європи з боротьби серед молоді 2017  | Грузія | вільна боротьба, до 86 кг | 9      |
| Чемпіонат світу з боротьби серед молоді 2017   | Грузія | вільна боротьба, до 86 кг | Бронза |
| Чемпіонат Європи з боротьби серед молоді 2018  | Грузія | вільна боротьба, до 92 кг | Срібло |
| Чемпіонат світу з боротьби серед молоді 2018   | Грузія | вільна боротьба, до 92 кг | 5      |